# 宮城与徳
宮城 与徳（旧字体：宮城󠄀 與德、みやぎ よとく、1903年2月10日 - 1943年8月2日）は、日本の洋画家、左翼運動家、社会運動家。「南龍一」と名乗り、ゾルゲ諜報団に参加した。ソ連のスパイとしてゾルゲ事件に関与して逮捕され、勾留先で病死した。

## 生涯

### 生誕からアメリカ時代まで
沖縄県国頭郡名護町東江（現・名護市）に生まれる。父の与正は1904年にはフィリピンで道路工事に従事し、1905年にはハワイ、さらに1906年には渡米してカリフォルニア州に移住した。このため、母方の祖父母に預けられて育つ。小学校時代、担任教師の影響で絵に興味を持つ。高等小学校1年生の時に、描いた絵が東京の展覧会に入選した。上級学校に進学する意向があり、宮城自身は美術工芸の専門講義のあった沖縄県立工業徒弟学校（現・沖縄県立沖縄工業高等学校）を希望していたが、学業成績がよかったことから学費不要で「出世コース」とされた沖縄県師範学校を周囲に勧められ、1917年に予科に入学。しかし、結核に罹患したことから本科に進んだ1918年に中途退学した。
1919年6月、父に呼び寄せられる形で渡米、カリフォルニア州のインペリアルバレーに住む父と兄の元に移る。カリフォルニアではブローリー公立学校の外国人部に入学する一方、父は息子2人の移住を見届けてから沖縄に帰国している。1920年頃、絵の勉強のためサンフランシスコに出るが、2か月ほどでロサンゼルスに移る。1921年秋、サンフランシスコのカリフォルニア州立美術学校に入学したが、その後サンディエゴの美術学校に、現地に在住する叔父の援助を得て移る。
これと前後して、1921年にはロサンゼルス在住の沖縄出身青年による「黎明会」というグループの結成に屋部憲伝らと参加。黎明会は社会的な問題にも関心を示し、保守的な沖縄出身者からは「左翼」「危険分子」とみる向きもあったという。
1925年7月、サンディエゴのホテル経営者の妻で宮城県出身の八巻千代と出奔し、再びロサンゼルスに移る。これはホテルに長期滞在している間に親交を深め、「駆け落ち」したものであった。二人の事実婚生活は6年続いたが、千代は1931年に宮城の元を去り別居する形で離別する（正式に結婚したことはなかった）。残された宮城は、北林芳三郎・トモ夫妻の家に下宿した。北林トモは宮城より17歳年上で、年若い宮城の面倒を見る形であった。松本清張や尾崎秀樹は二人が男女関係にあったと記しているが、加藤哲郎は「事実ではない」と否定し、元妻の千代も戦後のインタビューで「（宮城が「ツバメ」のような）そんな関係では絶対なかった」と証言している。
この間、黎明会周辺の仲間とILD（国際労働者救援会）など複数の会合に関わる。1929年4月、訪米中の伊波普猷がロサンゼルスを訪れた際には、仲間とともに案内した。また、1931年に竹久夢二がアメリカに滞在した際には一時期起居をともにしていた。画業では1928年に初めてロサンゼルスで個展を開き、1930年には日本人画家24人の出展した展示会を取り上げた美術雑誌の記事に言及された（詳細は後述）。
1931年、アメリカ共産党に入党する。ゾルゲ事件時の供述調書によると、前年に訪ねてきた「モスクワ帰りの矢野某」の勧誘によるものとしている。この「矢野某（矢野勉）」は、豊田令助（または将月令助）のことで、豊田は1932年にアメリカ共産党日本人部の全国書記に任命されている。宮城はアメリカ共産党では目立った活動をしなかった。加藤哲郎によると、当時のアメリカ共産党には労働運動の指導や反戦・反ファシズム活動をおこなう「オモテの顔」と、ソビエト連邦やコミンテルンからの要請を受けて地下の国際活動に人員を提供する「ウラの顔」があった。宮城は「オモテ」の活動にはほとんど関与せず、「ウラ」の要員として引き入れられたと加藤は述べている。
宮城の周辺では、1932年1月15日に労働運動を指導したアメリカ共産党に対する大量検挙（ロングビーチ事件）が起き、100人以上の逮捕者の中には宮城と親交のあった沖縄出身者5名（又吉淳・宮城与三郎（宮城の従兄）、照屋忠盛、山城次郎、島〔袋〕正栄
）が含まれていた。彼らを含む日本人9名は「強制退去」ではない自主的な出国（亡命）としてソ連への移住を勝ち取るが、ソ連国内で大粛清の犠牲となったことが、ソ連崩壊後に確認されている。

### 日本への帰国
宮城の供述調書では、「矢野」こと豊田と「白人のコミンテルンの男」から1932年末に日本渡航とロサンゼルス居住のアメリカ共産党員「ロイ」と連絡を取ることを指示され、1933年に接触した「ロイ」の指令を受けて日本に渡ったとされた。この間の経緯の実態は未詳な点が多いが、「ロイ」についてはハワイ出身のアメリカ共産党員だった木元伝一であることが、渡部富哉や加藤哲郎の研究により確認されている。ベノナでは「矢野」が「ソ連の情報機関を支援するためのエージェント」として宮城を徴募したとなっている。元ソ連内務人民委員部（NKVD）幹部であるパヴェル・スドプラトフの回想にはエイチンゴンが徴募した工作員の一人が宮城だとする記述がある。また、渡部富哉はロシアの歴史家・ユーリー・ゲオルギーエフからの情報として、宮城の日本渡航を指示したのは、日本への駐在経験のあるカール・ヤンソンであるとしている。宮城の日本派遣を指示したのがコミンテルンなのか、リヒャルト・ゾルゲの所属していた労働赤軍本部第4局（GRU）なのか、あるいは内務人民委員部なのかは判然としないが、いずれにせよ当時のアメリカ共産党はモスクワから複数のルートで対アジア工作をおこなう上での拠点であった。宮城自身は後に警察に提出した「手記」で「（帰国時点で）諜報活動に関する訓練がなかった」と述べているが、渡部富哉や加藤哲郎は宮城が日本に出発するまでの間に諜報活動のための訓練をアメリカ国内で受けていたのではないかと推察している。また加藤哲郎は、入党から日本渡航までの実態を知るには「モスクワにあると思われる宮城与徳の党個人資料・PPTUS（汎太平洋労働組合書記局）資料により再検討しなければならない」と記している。宮城の供述調書では、「長くても3ヶ月」で帰米するように命じられていた。
宮城は1933年10月24日にぶゑのすあいれす丸で日本に到着した。1933年の秋か冬に「浮世絵買いたし」という新聞広告のサインにより、ブランコ・ド・ヴーケリッチと神田で接触し、ゾルゲとの面会方法を伝えられる。それに従い、上野の東京府美術館でゾルゲと接触し、しばらくして諜報活動に入った。警察に提出した「手記」によると、1934年1月頃、ゾルゲから「アメリカに帰らず、日本の自分のもとで仕事をしてほしい」という要請を受け、時間をおいてから、日ソ間の戦争回避というゾルゲの語る目的に共感して「国法に触れることは勿論、戦時においては死刑に処せられる」ことを知った上で（諜報団に）参加したと述べている。1934年5月には、ゾルゲから尾崎秀実（当時大阪朝日新聞在職）と接触を取ることを命じられ、その仲介により、ゾルゲは翌月に奈良市で尾崎と再会している。
諜報団に加わった当初、宮城は情報の日本文を英文に翻訳することだけに使われていたが、後に情報収集を行うようになった。その時期の1935年1月14日、東京・青山で喀血した宮城は安田徳太郎に診療を受け、以後治療のために通いながら交友を持った。1936年2月、高倉輝 の紹介で九津見房子の自宅を訪問して面識を得た。宮城はその後も九津見宅や外で面会し、九津見に対して「日本の社会情勢の真相」を知るための協力を依頼した。九津見は以前から安田と親交があり、宮城について安田にも相談した上で「コミンテルンの仕事」と解して宮城の要請に応じた。一方、高倉は宮城と距離を置くようになった。宮城は九津見に協力者の紹介を求め、九津見は北海道で夫の三田村四郎とともに労働運動に携わった山名正実を紹介した。九津見が情報収集協力のために宮城に紹介したのは山名だけである。九津見宅に出入りして宮城と個人的に親交を結んだ田口右源太は諜報活動とつながりを持たなかった（田口が矢部周から仕入れた政財界や軍の話を宮城が聞いてそれをゾルゲに流した）が関係を疑われてゾルゲ事件で検挙されて懲役刑を、また安田は執行猶予付きの有罪判決を受けた。
また、アメリカで知り合った秋山幸治を英訳の補助者として1934年6月ごろから報酬を与えた。1936年に単身で帰国した北林トモは、渋谷の洋裁店に勤めながら、宮城の情報収集協力者となった。このほか、鈴木邦子という元津田英学塾生を秋山とともに、資料翻訳の補助者としていた。
宮城はゾルゲの自宅には日本語教師という名目で、また尾崎秀実の自宅には娘の絵の教師として出入りし、両者の連絡役をおこなっていた。
この間、1935年には田端の絵画塾で講師を務めた。1937年6月には父の還暦祝いのため18年ぶりに帰郷する。この際、両親から勧められた金城カナという女性と8月に結婚し、東京に呼び寄せたが、家を不在にすることが多かった宮城とは合わずに6か月ほどで離婚した。九津見房子の回想では、カナは沖縄方言しか話せず、連れ子（10歳前後の女児）がいたという。
1938年9月から10月にかけて、中国大陸を視察旅行する。この旅行中に父が亡くなっている。

### 逮捕
1941年10月10日、麻布区龍土町の下宿先で逮捕され、築地警察署に連行される。取り調べ中に2階の取調室の窓から飛び降りて自殺を図ったが、聖路加病院に搬送されて手当を受け、逮捕3日目に取り調べは再開された。特別高等警察（特高）の取り調べにより自供し、その後に他の諜報団メンバーが逮捕された。
宮城の逮捕は、和歌山県で9月27日に逮捕された北林トモに続く形であった。特高は1930年代から、内部に送り込んだスパイや日本での検挙者、アメリカ連邦捜査局（FBI）の資料などからアメリカ共産党の日本人党員の情報を収集し、日本に帰国した党員に内偵をかけていた。逮捕が政界や国際関係に影響を与えかねないゾルゲや尾崎秀実を避けて、そうした点での懸念の薄い北林や宮城が、特高から検挙の糸口に選ばれたのである。さらに特高は取り調べの過程で、自らを含む官憲が収集していたアメリカ共産党に関する情報を、宮城自身が供述したように文書化し、その後の言論弾圧事件に利用したと加藤哲郎は記している。たとえば、宮城の供述ではアメリカ共産党には「東洋民族課」というセクションがあることになっているが、そうした組織は存在しなかった。前記の通り、宮城は地下の国際活動の一端に従事しただけで、アメリカ共産党の詳しい組織を知りうる立場にはなかった。

### 死去
宮城は起訴されたが、一審判決が下る前の1943年8月2日、持病の結核を悪化させて巣鴨の東京拘置所において獄死。遺骨は下宿先の家人が引き取り、沖縄の母の元に送った。第二次世界大戦後、遺骨はメキシコに移住していた兄・与整のもとに送られたのち、1966年に多磨霊園にあるゾルゲの墓の隣に（ゾルゲ事件関係者の墓碑として）合葬された。

## 人物・評価
在米中の1930年1月、美術雑誌『アート・ダイジェスト』に掲載された、日本人画家24人による展覧会の批評記事の中で、名前を挙げて評価された4人の一人として取り上げられ、絶賛を受けた。
ゾルゲ事件でともに検挙されたマックス・クラウゼンは「宮城は丸っきり（引用者注：尾崎秀実とは）反対な人間で非常に単純な善い人である。彼は自分の単純な人間であることを人に見られるのを少しも意に介しない」「彼は非常に単純で親切に見受けられたので個人的に私は彼が非常に好きであった」と手記に記している。クラウゼンは手記の中で宮城が「肺病にもかかわらず酒が好き」と記しているが、野本一平は日本に来てから酒をたしなんだという説を紹介している。
九津見房子は宮城が逮捕される直前に呼ばれて会った際に、諜報の仕事を辞め結婚して絵描きの仕事がしたい、アメリカに帰りたいという言葉を打ち明けられたと回想している。「捕まったら迷惑をかけないように死ぬ」と日頃話していた宮城が自殺未遂の後自供したことに九津見は呆れたものの、活動や人柄は評価し、緊張を強いられる孤独な生活を8年も続けたことには同情的でもあった。宮城の側も九津見を「おばさん」と呼んで慕い、会うのは「情報収集の為特に連絡をして居たと云う様なものではない」と供述している。1962年にゾルゲ事件をモチーフとして作られた木下順二の戯曲『オットーと呼ばれる日本人』に登場する、宮城がモデルの登場人物について、九津見は「まことにふざけたもので、あれは宮城さんではない」「あの劇の宮城さんはいかにも軽薄そのもののようですが、全く違います。宮城さんに出会った人はみなお行儀のよい、ていねいな人だということをだれでもいいますし、ほんとに子どもたちまで惹きつけられるような人でした。」と強い憤りを述べるとともに宮城の人柄を偲んだ（安田徳太郎は直接木下に抗議した）。
戦後、ゾルゲ事件に関連した川合貞吉や尾崎秀樹の著書で宮城の経歴や人となりが紹介された。
郷里の沖縄では1960年代以降に再評価がなされ、1990年に名護市と那覇市で遺作展が開かれた。生誕100年に当たる2003年には地元で記念行事が開催され、2006年1月20日には宮城の記念碑が（徳田球一の記念碑と並ぶ形で）建立された。
ソ連政府は1964年のゾルゲを皮切りに事件関係者を再評価し、宮城に対しては1965年1月19日付の「最高会議幹部会令」で受勲対象に決定したが、当時は親族が確認できず、授与されないままとなっていた。21世紀になってからロシア政府が親族らに勲章と賞状を授与することを決定し、2010年1月13日に駐日ロシア大使館で、ベールイ駐日大使からアメリカ在住の姪に旧ソ連の「2等祖国戦争勲章」が授与された。姪は「勲章を両手に取るまで半信半疑だった。名誉回復につながったと思う」と述べた。